# Copa Mundial de Hockey Masculino de 1994
La VIII Copa Mundial de Hockey Masculino se celebró en Sídney (Australia) entre el 23 de noviembre y el 4 de diciembre de 1994 bajo la organización de la Federación Internacional de Hockey (FIH) y la Federación Australiana de Hockey.
Los partidos se efectuaron en el Estadio Homebush de la ciudad australiana. Participaron en total 12 selecciones nacionales divididas en 2 grupos.

## Grupos
| Grupo A     | Grupo B       |
| ----------- | ------------- |
| Australia   | Alemania      |
| Argentina   | Corea del Sur |
| Bielorrusia | Bélgica       |
| Pakistán    | Países Bajos  |
| Inglaterra  | India         |
| España      | Sudáfrica     |

## Primera fase
Los primeros dos de cada grupo disputan las semifinales. 

### Grupo A
| Equipo      | J | G | E | P | GF | GC | DG  | PTS |
| ----------- | - | - | - | - | -- | -- | --- | --- |
| Pakistán    | 5 | 4 | 0 | 1 | 10 | 4  | +6  | 8   |
| Australia   | 5 | 4 | 0 | 1 | 9  | 4  | +5  | 8   |
| Inglaterra  | 5 | 2 | 2 | 1 | 4  | 3  | +1  | 6   |
| Argentina   | 5 | 2 | 1 | 2 | 8  | 8  | 0   | 5   |
| España      | 5 | 1 | 1 | 3 | 7  | 8  | -1  | 3   |
| Bielorrusia | 5 | 0 | 0 | 5 | 2  | 13 | -11 | 0   |

- Resultados

| Fecha | Partido    | Partido | Partido     | Resultado |
| ----- | ---------- | ------- | ----------- | --------- |
| 23.11 | Australia  | -       | Bielorrusia | 2-0       |
| 23.11 | Inglaterra | -       | España      | 0-0       |
| 23.11 | Pakistán   | -       | Argentina   | 3-0       |
| 24.11 | Inglaterra | -       | Bielorrusia | 1-0       |
| 24.11 | Australia  | -       | Argentina   | 2-1       |
| 25.11 | Pakistán   | -       | España      | 3-1       |
| 26.11 | Inglaterra | -       | Argentina   | 1-1       |
| 26.11 | España     | -       | Bielorrusia | 4-1       |
| 26.11 | Pakistán   | -       | Australia   | 2-1       |
| 28.11 | Australia  | -       | España      | 2-1       |
| 28.11 | Inglaterra | -       | Pakistán    | 2-0       |
| 28.11 | Argentina  | -       | Bielorrusia | 4-1       |
| 29.11 | Argentina  | -       | España      | 2-1       |
| 29.11 | Australia  | -       | Inglaterra  | 2-0       |
| 30.11 | Pakistán   | -       | Bielorrusia | 2-0       |

### Grupo B
| Equipo        | J | G | E | P | GF | GC | DG  | PTS |
| ------------- | - | - | - | - | -- | -- | --- | --- |
| Países Bajos  | 5 | 4 | 1 | 0 | 1  | 6  | +15 | 9   |
| Alemania      | 5 | 2 | 3 | 0 | 0  | 3  | +7  | 7   |
| India         | 5 | 2 | 1 | 2 | 11 | 10 | +1  | 5   |
| Corea del Sur | 5 | 1 | 2 | 2 | 10 | 9  | +1  | 4   |
| Sudáfrica     | 5 | 0 | 4 | 1 | 5  | 9  | -4  | 4   |
| Bélgica       | 5 | 0 | 1 | 4 | 6  | 26 | -20 | 1   |

- Resultados

| Fecha | Partido       | Partido | Partido       | Resultado |
| ----- | ------------- | ------- | ------------- | --------- |
| 23.11 | Alemania      | -       | Sudáfrica     | 1-1       |
| 24.11 | Países Bajos  | -       | Bélgica       | 8-1       |
| 24.11 | India         | -       | Corea del Sur | 2-0       |
| 25.11 | Alemania      | -       | Bélgica       | 6-0       |
| 25.11 | Corea del Sur | -       | Sudáfrica     | 0-0       |
| 25.11 | Países Bajos  | -       | India         | 4-2       |
| 27.11 | Corea del Sur | -       | Bélgica       | 4-2       |
| 27.11 | Sudáfrica     | -       | India         | 2-2       |
| 27.11 | Países Bajos  | -       | Alemania      | 0-0       |
| 28.11 | Sudáfrica     | -       | Bélgica       | 1-1       |
| 29.11 | Alemania      | -       | India         | 2-1       |
| 29.11 | Países Bajos  | -       | Corea del Sur | 4-2       |
| 30.11 | India         | -       | Bélgica       | 4-2       |
| 30.11 | Países Bajos  | -       | Sudáfrica     | 5-1       |
| 30.11 | Alemania      | -       | Corea del Sur | 1-1       |

## Fase final

### Partidos de posición
- Puestos 9.º a 12.º

| Fecha | Partido   | Partido | Partido     | Resultado       |
| ----- | --------- | ------- | ----------- | --------------- |
| 03.12 | España    | -       | Bélgica     | 1-1 (8-7) t.p.* |
| 03.12 | Sudáfrica | -       | Bielorrusia | 3-2             |

- (*) – Tiros penalty-strokes

- Puestos 5.º a 8.º

| Fecha | Partido    | Partido | Partido       | Resultado       |
| ----- | ---------- | ------- | ------------- | --------------- |
| 02.12 | Inglaterra | -       | Corea del Sur | 3-1             |
| 02.12 | India      | -       | Argentina     | 2-2 (4-1) t.p.* |

- (*) – Tiros penalty-strokes

- Undécimo puesto

| Fecha | Partido | Partido | Partido     | Resultado |
| ----- | ------- | ------- | ----------- | --------- |
| 04.12 | Bélgica | -       | Bielorrusia | 1-0       |

- Noveno puesto

| Fecha | Partido | Partido | Partido   | Resultado |
| ----- | ------- | ------- | --------- | --------- |
| 04.12 | España  | -       | Sudáfrica | 2-0       |

- Séptimo puesto

| Fecha | Partido       | Partido | Partido   | Resultado       |
| ----- | ------------- | ------- | --------- | --------------- |
| 03.12 | Corea del Sur | -       | Argentina | 3-3 (5-3) t.p.* |

- (*) – Tiros penalty-strokes

- Quinto puesto

| Fecha | Partido    | Partido | Partido | Resultado |
| ----- | ---------- | ------- | ------- | --------- |
| 03.12 | Inglaterra | -       | India   | 0-1       |

### Semifinales
| Fecha | Partido      | Partido | Partido   | Resultado      |
| ----- | ------------ | ------- | --------- | -------------- |
| 02.12 | Países Bajos | -       | Australia | 3-1            |
| 02.12 | Pakistán     | -       | Alemania  | 1-1 (5-3) t.p. |

### Tercer puesto
| Fecha | Partido   | Partido | Partido  | Resultado |
| ----- | --------- | ------- | -------- | --------- |
| 04.12 | Australia | -       | Alemania | 5-2       |

### Final
| Fecha | Partido      | Partido | Partido  | Resultado       |
| ----- | ------------ | ------- | -------- | --------------- |
| 04.12 | Países Bajos | -       | Pakistán | 1-1 (3-4) t.p.* |

- (*) –  Tiros penalty-strokes

## Medallero
|          |              |           |
| Pakistán | Países Bajos | Australia |

## Estadísticas

### Clasificación general
| 1. Pakistán      |
| 2. Países Bajos  |
| 3. Australia     |
| 4. Alemania      |
| 5. India         |
| 6. Inglaterra    |
| 7. Argentina     |
| 8. Corea del Sur |
| 9. España        |
| 10. Sudáfrica    |
| 11. Bélgica      |
| 12. Bielorrusia  |

### Máximos goleadores
| Puesto | Nombre              | País         | Goles |
| ------ | ------------------- | ------------ | ----- |
| 1      | Taco van den Honert | Países Bajos | 11    |
| 2      | Kamran Ashraf       | Pakistán     | 8     |
| 2      | Fernando Ferrara    | Argentina    | 8     |
| 2      | Sven Meinhardt      | Alemania     | 8     |